# NGC 116
NGC 116 (ook wel PGC 1671 of MCG -1-2-17) is een sterrenstelsel in het sterrenbeeld Walvis.
NGC 116 werd in 1865 ontdekt door de Italiaanse astronoom Gaspare Stanislao Ferrari.
Waarnemers in de Benelux kunnen, aan de hand van NGC 116, op zoek gaan naar de gordel van geostationaire satellieten. De telescoop met volgmechanisme dient naar NGC 116 gericht te worden, de geostationaire satellieten bewegen traag doorheen het beeldveld.